# Боровський район
Боровський район — муніципальне утворення в Калузькій області Росії.
Адміністративний центр — місто Боровськ.

## Географія
Площа району 759,56 км² (2,6 % території Калузької області), максимальна протяжність із заходу на схід 50 км, з півночі на південь — 25 км. Межує на сході з Жуковським, на півдні з Малоярославецьким, на заході з Мединським районами Калузької області, на півночі — з Московською областю.

## Історія
З IX століття основним населенням на території Кіровського району були слов'янські племена в'ятичів, але в X—XI століттях йшла колонізація західних земель Боровського краю племенами кривичів. Боровська земля протягом двох століть входила в сферу впливу Чернігівського, Смоленського і Суздальського князівства.
У період з XI по XIII вперше згадується в літописах річка Протва в 1146—1147 роках. Протягом декількох століть Протва була прикордонною річкою між Чернігівським, Ростово-Суздальським, Смоленським і Муромо-Рязанським князівствами. З другої половини XII століття частина річки Протва належала Смоленському князівству, а середня і нижня течія — Чернігівському князівству. Після Батиєвої навали територія річки входить в сферу впливу Рязанського князівства.
У XIV столітті утворюється Серпуховский відділ, до якого згодом були приєднані Малоярославецькі, Радонезькі і Боровські землі, які і склали Серпуховское-Борівське князівство, що проіснувало до 1456 року і переходило до нащадків князя Андрія, сина Івана Калити. Боровські землі не цілком входили до складу Боровсько-Серпуховського князівства, частина їх належала нащадкам князя Андрія, а частина великого князя московського Івана, його синові Дмитру та його онукам. Серпуховсько-Боровське князівство проіснувало до 1456 року.
У зв'язку з районуванням в 1929 році був утворений Боровський район в складі Калузького округу Московської області. 5 липня 1944 року Боровський район увійшов до складу новоствореної Калузької області.

## Економіка
Промисловість — провідна галузь економіки муніципального району «Боровський район». У ній зайнято більше чверті працездатного населення району. Промислові підприємства є основним джерелом доходів бюджету району, забезпечуючи більше половини податкових надходжень, і тому від ефективної діяльності підприємств значною мірою залежать реальні можливості вирішення основних соціально-економічних проблем. У галузевій структурі промисловості переважає частка підприємств, що випускають електрообладнання (71 %) і підприємств харчової промисловості (11,%), яка має позитивну динаміку зростання, частка підприємств випускають целюлозопаперової продукцію (6 %) і металообробних підприємств (4 %). Знижується частка підприємств текстильної промисловості (1,8 %).
У районі діє понад 150 підприємств промислової галузі різного напрямку діяльності. З них близько 30 великих і середніх підприємств: ТОВ «РУУККІ РУС», ЗАТ «Стора Енсо Пакаджинг ББ», ЗАТ «Трансвок», ЗАТ «Плитспичпром». Основні промислові підприємства розташовані в промзоні міського поселення м. Балабаново і на території індустріального парку Ворсино.

## Транспорт
Район має розвинену мережу автомобільних доріг з твердим покриттям. Територією району проходить дорога федерального значення Москва — Київ і шосе, що з'єднують Мінську і Варшавську автостради, а також залізниця Москва — Київ загальною протяжністю 16 км з двома залізничними станціями «Ворсино» і «Балабаново». Є вантажний аеродром із злітно-посадочними смугами, які дозволяють приймати всі види літаків.